# Monnina cestrifolia
Monnina cestrifolia är en jungfrulinsväxtart som beskrevs av Carl Sigismund Kunth. Monnina cestrifolia ingår i släktet Monnina och familjen jungfrulinsväxter. Inga underarter finns listade i Catalogue of Life.